# Селан
Села́н (фр. Selens) — коммуна во Франции, находится в регионе Пикардия. Департамент коммуны — Эна. Входит в состав кантона Вик-сюр-Эн. Округ коммуны — Лан.
Код INSEE коммуны — 02704.

## Население
Население коммуны на 2010 год составляло 238 человек.
| 1962 | 1968 | 1975 | 1982 | 1990 | 1999 | 2010 |
| ---- | ---- | ---- | ---- | ---- | ---- | ---- |
| 249  | 224  | 198  | 222  | 214  | 209  | 238  |

## Экономика
В 2010 году среди 144 человек трудоспособного возраста (15—64 лет) 100 были экономически активными, 44 — неактивными (показатель активности — 69,4 %, в 1999 году было 59,1 %). Из 100 активных жителей работали 86 человек (54 мужчины и 32 женщины), безработных было 14 (5 мужчин и 9 женщин). Среди 44 неактивных 13 человек были учениками или студентами, 12 — пенсионерами, 19 были неактивными по другим причинам.